# 鉢の木会
鉢の木会（はちのきかい）は、1948年（昭和23年）に当時鎌倉に住んでいた中村光夫、吉田健一、吉川逸治の3人から始まった文学以外の話をする私的サークル。のちに大岡昇平、三島由紀夫、福田恆存、神西清が加わり7人となる。
始まりを1949年（昭和24年）とするものもある。また、始まりを神西を加えた4人とする記述もある。

## 「鉢の木会」名前の由来
謡曲「鉢木」は、北条時頼の廻国伝説に基づくもので、旅の僧が上野国佐野で大雪のために一夜泊めてくれと頼むと、佐野源左衛門常世は承諾し、貧しいながらも粟の飯を出し、鉢の木を火にくべてもてなした。その時に何かことある時は、鎌倉へ馳せ参じるつもりであると話す。後日、鎌倉より招集があり常世が駆けつけると、時頼はあの時の僧は自分だったと明かし、鉢の木のもてなしに報いる。その話のように、その月の当番は常世のようにもてなすというところから来ている。
ともすれば、寝食を忘れてでも仕事に明け暮れてしまう当時の風潮（戦後復興の最中）へのささやかな反抗でもあったという。なお、中村光夫の句に「鉢の木の燃え残りたる夜寒かな」がある。

## 『聲』の発刊
メンバーの一人神西は、ロシア文学者として「チェーホフ全集」の個人完訳を進めていたが、1957年に病没した（弟子の池田健太郎や原卓也が訳注・解説を引き継ぎ、1960年より中央公論社で刊行された）。
神西の死がきっかけとなって、鉢の木会メンバーが編集人となり、1958年（昭和33年）10月から1961年（昭和35年）1月にかけ、丸善を発行元に大判の季刊文芸誌『聲』（全10号）を発行した。江藤淳の「小林秀雄」や澁澤龍彦の短編創作「キュノポリス（犬狼都市）」、山本健吉「柿本人麻呂」などが掲載され、錚々たる執筆陣と（書き手にとっても代表作となった）充実した内容、加えて篠田一士・佐伯彰一ら当時若手の外国文学研究者による海外文学紹介もあり、大いに話題・啓発を呼んだ。

## メンバーの脱退
一番年少の三島にとっても先輩格に当たるこれらの面々から、会の一員として迎えられたことは大きな自信になった。だがメンバーの一人、吉田健一から「お前は俗物だ。あまり偉そうな顔をするな」と面罵される事件が起きた。その後、吉田健一は、三島に対して詫び状を作成、中村に添削を依頼するなどして、会への復帰を三島に依頼したが、「長期欠席」と穏やかな調子で和解を拒絶した。
父吉田茂元首相・外相の人脈で仲裁しようとしたが、結局三島を裏切り有田側に立つ発言を行い、2人は決別し、三島は脱会した。三島は吉田から酷評された長編『鏡子の家』に続いて、有田八郎元外相をモデルにした『宴のあと』を書き、有田側からプライバシー侵害で訴えられていた。三島と中村はその後も共著を出すなど、各個人同士での交流はあったが、やがて三島と大岡がそれぞれ、演劇活動、言論活動をめぐって、福田とすれ違うようになったこともあり、大岡の足も遠のいた。最終的に、初期から参加していた吉田、中村、福田、吉川が会を存続させた。1977年5月、吉田が生前最後の英国旅行に出かける数日前にも開かれた記録が残る。